# 趙世徵
趙世徵（16世紀—17世紀），字伯誠，号钤岗，福建泉州府晉江縣人，軍籍，明朝政治人物。

## 生平
九月初八日生，治春秋。隆慶五年進士趙日新子。萬曆十九年（1591年）辛卯科福建鄉試第七十八名舉人，二十三年（1595年）乙未科會試第一百八十三名，廷試三甲第一百三名進士。大理寺觀政，本年十二月授大理寺左評事，二十五年升左寺副，二十七年升左寺正，二十八年升江西袁州府知府，丁父憂。三十一年十一月復除直隶安庆府知府，世徵爲世家子，布衣蔬食，甘若寒畯，冰蘖之操，初終如一。日與諸生讲论，娓娓不倦，故丙午、丁未两闈得人爲盛。升廣西副使，四十年四月升雲南右參政，四十三年閏八月升雲南按察使。四十七年二月升廣西右布政，熹宗天启元年二月轉左布政，八月升都察院右佥都御史、巡抚广西。二年九月，南京户科给事中欧阳调律等弹劾其摭拾妄辩，希挠察典。

## 家族
曾祖赵信，贈户部主事。祖赵恒，戊戌進士，姚安府知府致政，晋阶中宪大夫。父趙日新，辛未进士，户部主事。母汪氏。重庆下。兄趙世典（丙戌進士、南京國子監博士）、趙世敷（庠生）、趙世敦、趙世徽、趙世攽（甲午舉人）、趙世牧。
娶黄氏，子元節、元声。